# مالا وربیتسا (کلادووو)
مالا وربیتسا (به صربی: Mala Vrbica) یک منطقهٔ مسکونی در صربستان است که در کلادووا واقع شده‌است. مالا وربیتسا ۷۸۳ نفر جمعیت دارد.